# 라데크 체르니
라데크 체르니(체코어: Radek Černý, 1974년 2월 18일 ~)는 체코의 전 축구 선수이다.